# Gare de Kamonomiya
La gare de Kamonomiya (鴨宮駅, Kamonomiya-eki) est une gare ferroviaire située dans la ville d'Odawara, dans la préfecture de Kanagawa au Japon. Elle est exploitée par la JR East.

## Situation ferroviaire
La gare de Kamonomiya est située au point kilométrique (PK) 80,8 de la ligne principale Tōkaidō.

## Histoire
La gare a été inaugurée le 1er juin 1923.

## Service des voyageurs

### Accès et accueil
La gare dispose d'un bâtiment voyageurs, avec guichet, ouvert tous les jours.

### Desserte
- Ligne principale Tōkaidō :

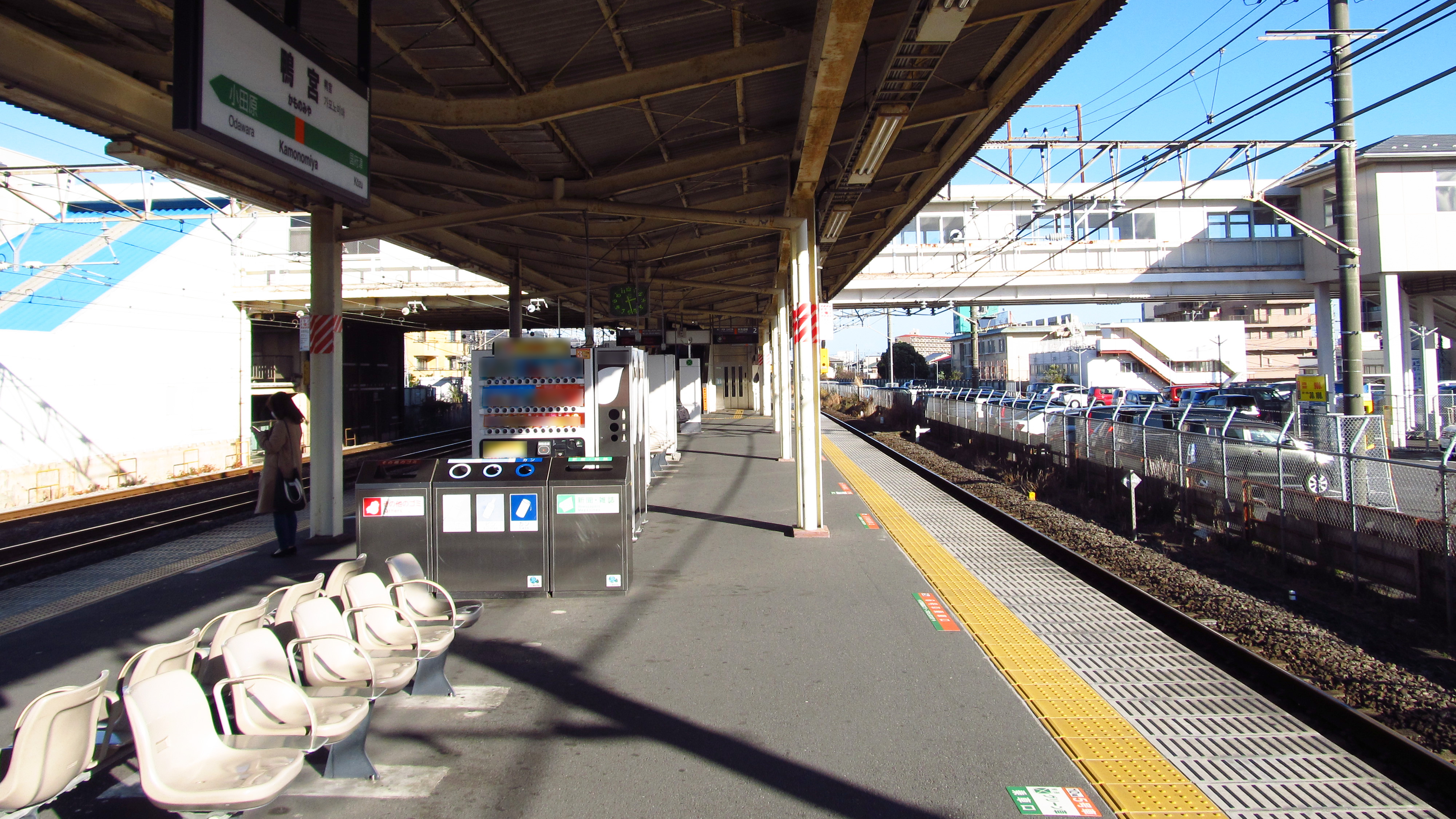
Vue du quai de la gare

  - voie 1 : direction Yokohama, Shinagawa, Tokyo et Ōmiya
  - voie 2 : direction Odawara et Atami
- Ligne Shōnan-Shinjuku :
  - voie 1 : direction Yokohama, Shinjuku et Ōmiya